# Turyczany
Turyczany (ukr. Туричани) – wieś na Ukrainie w rejonie kowelskim obwodu wołyńskiego.

## Historia
W 1806 r. wybudowano w Turyczanach dwór w stylu empire; własność Tadeusza Krzyżanowskiego. Dwór posiadał klatką schodową z ornamentyką oraz okrągłą salę z kolumnami.
W 1862 r. wieś odwiedził Oskar Kolberg przebywając u rodziny Sierakowskich.
Do 2020 w rejonie turzyskim.